# 인스턴트 커피

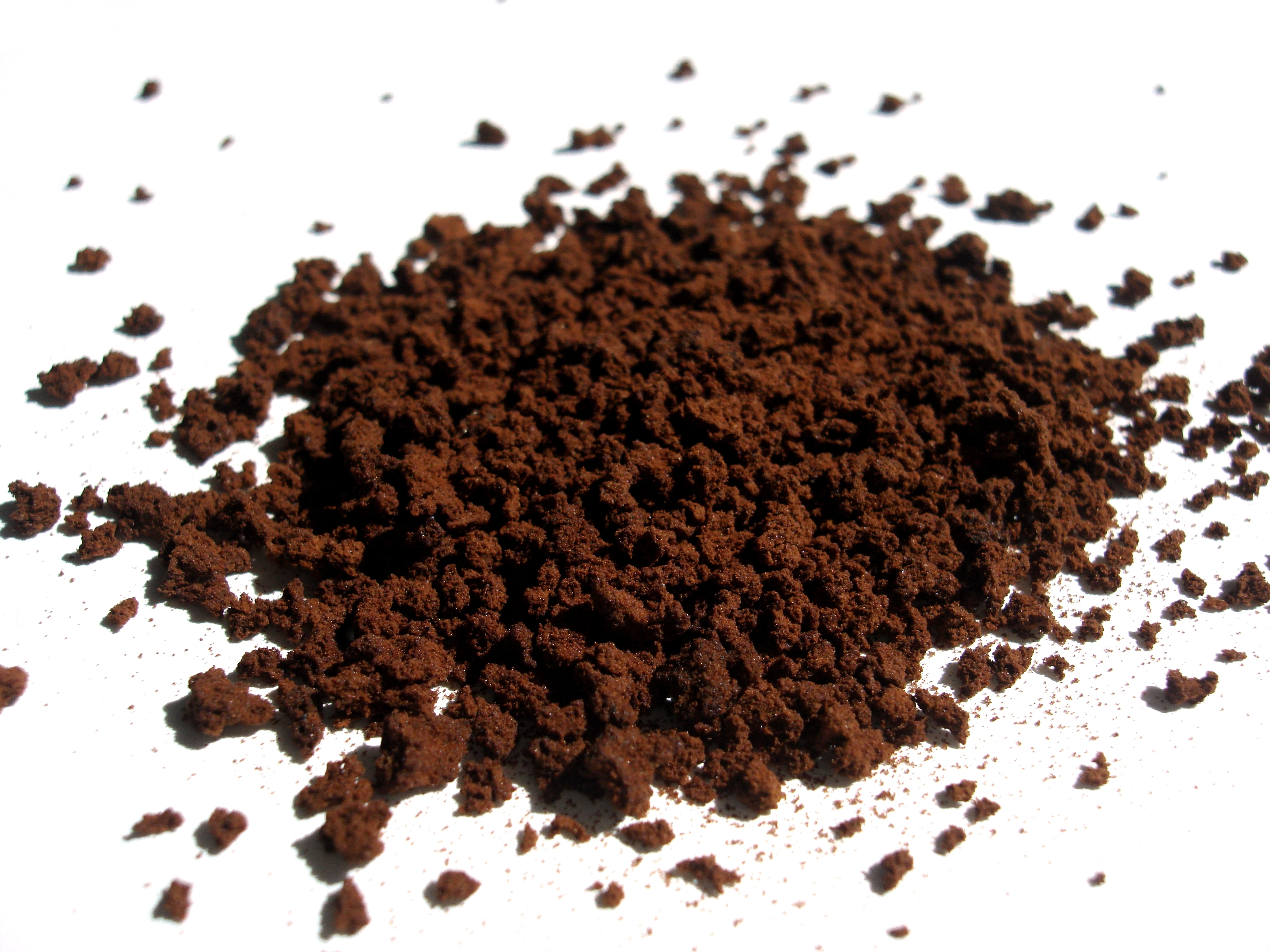
인스턴트커피

인스턴트 커피(영어: instant coffee, soluble coffee) 또는 커피가루(영어: coffee powder 커피 파우더[*])는 커피콩의 추출액을 건조시켜 분말로 가공한 인스턴트 식품이다. 물만으로 간단하게 커피를 만들 수 있으므로 자주 애용된다.
커피를 인스턴트식품으로 만들 경우에는 추출액을 분말로 만드는 것이 가장 쉽다. 그러나 그 분말화 과정에서 맛이나 향이 손상되기 쉬우므로, 가공 과정에서 맛과 향을 보존하기 위한 노력의 역사가 바로 인스턴트커피의 역사였다.
1900년대 초에 일본의 화학자 사토리 카토 박사에 의해 발명되어 몇몇 메이커가 등장했으며, 이 중 스위스의 네슬레가 가장 큰 성공을 거두었다. 1920년대 말기에 커피의 주요 산지 가운데 하나였던 브라질에서 커피콩의 풍년으로 시세가 폭락하면서 농민들이 몰락하는 위기에 처하자, 브라질 정부는 잉여 생산량을 이용한 가공식품의 개발을 네슬러 사에 요청했다. 네슬러 사는 수 년간의 개발을 통해 1937년에 지금과 거의 유사한 분무건조(Spray Drying) 기법을 이용한 인스턴트 커피를 만들어냈다. 1938년에는 드디어 ‘네스카페’(Nescafe)라는 상품명으로 시판되면서 인스턴트 커피의 대명사가 되었다.
동결건조법(Freeze Drying)을 이용한 인스턴트커피는 1960년대에 등장해 뛰어난 풍미로 성공을 거두었다. 근래에는 카페인 함량을 낮춘 디카페인 커피 등도 출시되어 있다.

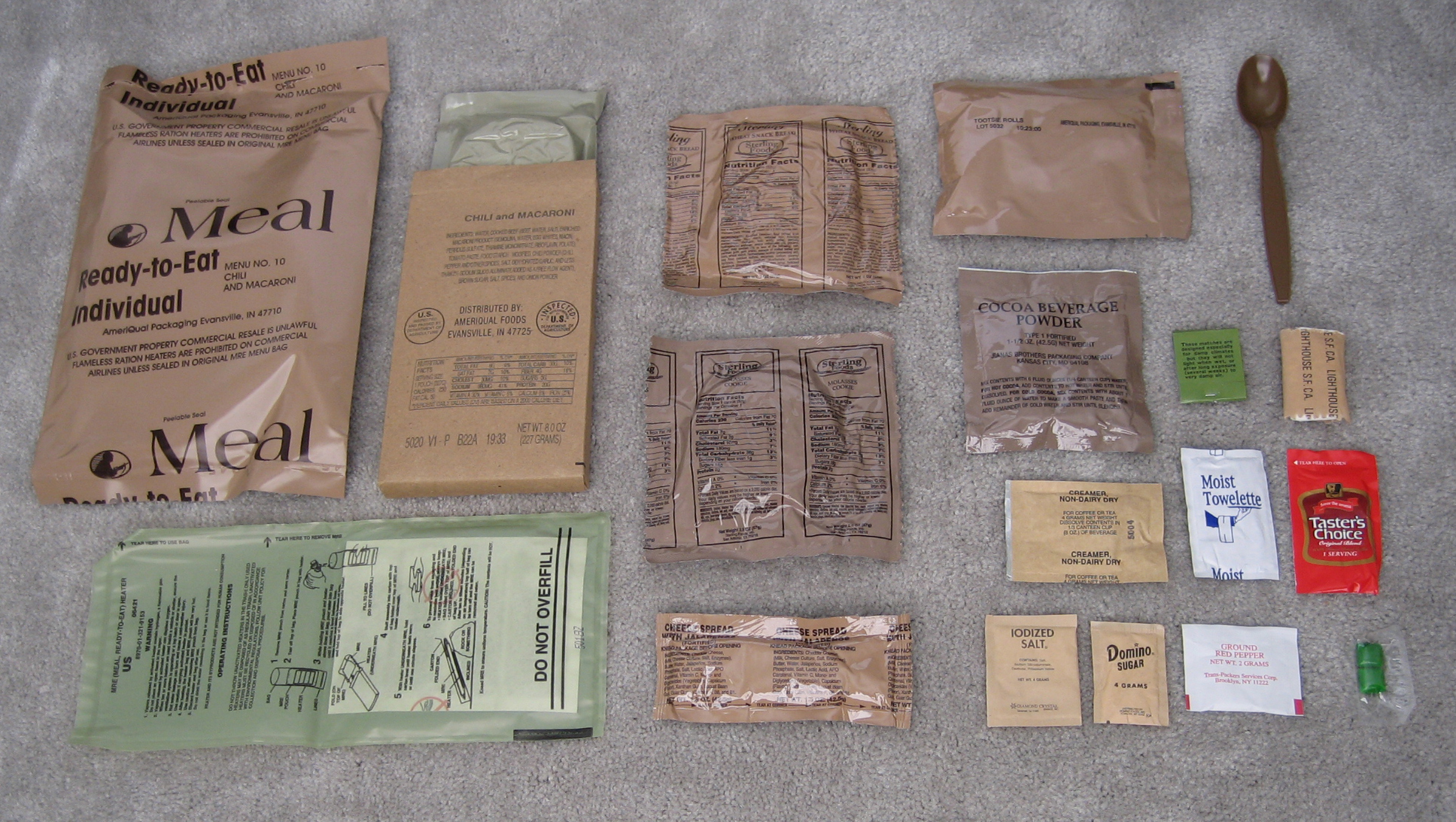
2005년 허리케인 리타가 미국 본토를 강타한 직후 미국 주방위군에 의해 주민에게 배포된 MRE. 오른쪽의 빨간봉지가 인스턴트 커피다. 대한민국에는 한국 전쟁 이후 주한 미군의 전투식량(MRE)의 인스턴트 커피를 통해 커피 보급이 급속히 확산되었다.

한국전쟁이 발발하고 주한 미군이 진주하면서 1회용 인스턴트커피가 등장했고, 이것이 유출되면서 커피가 대한민국에서 일반화되었다. 미군 전투식량에는 인스턴트커피가 들어 있었다. 당시 미군으로부터 유출된 인스턴트 커피는 카페인이 너무 많이 들어있어, 과음하면 불면증에 걸린다는 말이 있었다.
이후 1970년대에 처음 생산하기 시작하면서 이른바 커피믹스를 개발해 출시하기 시작했다. 한국은 특히 커피 소비량에 비해 인스턴트커피의 비중이 90% 내외로 매우 높다. 이 때문에 커피 전문점의 성장 가능성이 매우 높은 것으로 평가받고 있다.

## 같이 보기
- 커피믹스